# Adolph Gottlieb Friedrich

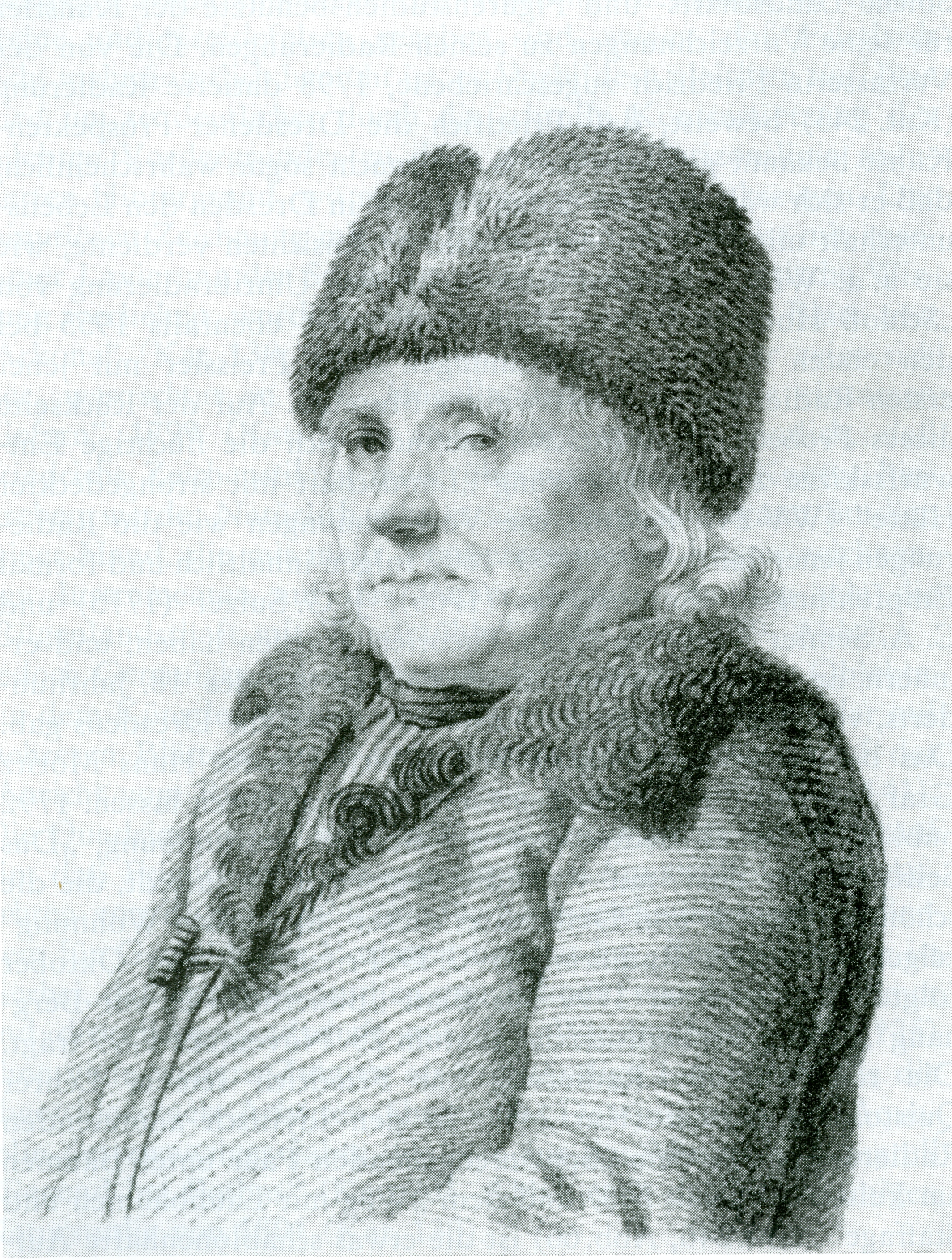
Caspar David Friedrich: Adolph Gottlieb Friedrich, um 1798

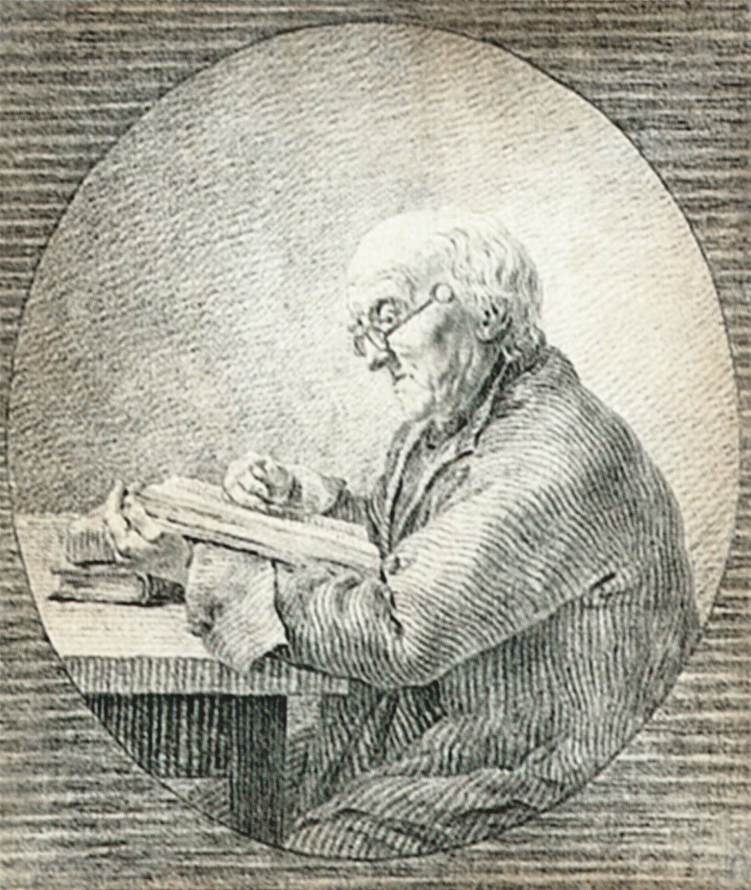
Caspar David Friedrich: Adolph Gottlieb Friedrich, 1802

Adolph Gottlieb Friedrich, auch Adolf Gottlieb Friedrich (≈ 30. September 1730 in Neubrandenburg; † 6. November 1809 in Greifswald) war ein deutscher Kerzenzieher und Seifensieder. Er war der Vater des Malers Caspar David Friedrich.

## Leben
Adolph Gottlieb war das dritte Kind des Schneiders Gottfried Friedrich (Friderich) († 1748) in Neubrandenburg und dessen Frau Christina, geb. Worms. Er lernte in seiner Heimatstadt den Beruf des Lichtgießers und Seifensieders. Allerdings brachte ihm das Handwerk dort keine auskömmliche Existenz. Die wirtschaftlichen Bedingungen für diese Berufsgruppe hatten sich Mitte des 18. Jahrhunderts verschlechtert. Der Landesgrundgesetzliche Erbvergleich von 1755 verbot in beiden (Teil-)Herzogtümern Mecklenburg die Ausübung der allermeisten Handwerke auf dem Lande, worauf die Handwerker in die Städte drängten und die Zunftregeln für den Warenverkauf gelockert wurden. Gleichwohl krankte Neubrandenburg in dieser Zeit noch immer an den Spätfolgen des Dreißigjährigen Krieges und des 1671 vollzogenen Stadtkonkurses, von dem sich die städtische Wirtschaft nur sehr langsam erholte.
Mit 33 Jahren entschloss sich Friedrich, die Stadt in Richtung Schwedisch-Pommern zu verlassen. In Greifswald gab es keine Produzenten von Seife und Talglichtern. Die Greifswalder Manufaktur von Ludwig von Hess war seit Jahren stillgelegt. 1763 gründet Friedrich in Greifswald eine Lichtgießer-Werkstatt und erwarb am 14. Oktober 1763 das Bürgerrecht im zweiten Stande als „Fabrikant und Großhändler in Seife und Licht“. 1765 ersteigert er das Haus Lange Gasse 28 (heute Lange Straße 57) und richtet dort Werkstätten ein. Nun holte der Lichtgießer seine Braut, die achtzehn Jahre jüngere Sophie Dorothea (≈ 1. Juni 1747; † 7. März 1781), Tochter des Neubrandenburger Bohrschmieds und Bürgers Conrad Friedrich Bechly (1700–1761), aus Neubrandenburg nach Greifswald. Beide heirateten am 14. Januar 1765.
Friedrich baute sein Geschäft gegen Widerstände auf. „Des üblen Geruchs und sonstiger Ungemächlichkeiten wegen“ erhoben die evangelischen Pfarrer des nahen Doms St. Nikolai Einspruch gegen die Einrichtung der Werkstätten. Die Krämerzunft verklagte ihn, weil er Kerzen in Mengen unter zwei Pfund verkaufte, was als Privileg der Krämer galt. Dennoch bekam er 1766 die Genehmigung, neben der Lichtzieherei auch eine Seifensiederei zu betreiben und in allen Losgrößen Kerzen zu verkaufen. Adolph Gottlieb konnte sich mit seinem Gewerbe schließlich durchsetzen.
1808 übergab Adolph Gottlieb, von Krankheit gezeichnet, sein Geschäft an seinen ältesten Sohn Adolf (1770–1838), der zuvor schon in Neubrandenburg als Hake und Bürger tätig gewesen war und dem er ein gut gehendes Gewerbe hinterließ.
Über den Charakter Adolph Gottliebs und die Verhältnisse in der Familie berichtet seine Enkelin Lotte Sponholtz in ihren Lebenserinnerungen. Ihm wird eine strenge und gottesfürchtige Erziehung seiner Kinder nachgesagt.

„Strenge Rechtlichkeit und ein gewisser edler Stolz waren wohl die Grundzüge seines Charakters. Mit großem Fleiß trieb er sein Handwerk, suchte aber seinen Kindern möglichste Erziehung zu geben.“

Nachdem Adolph Gottliebs Frau 1781 gestorben war, kümmerte sich die Haushälterin Mutter Heiden um Haushalt und Kinder. Die Kinder bekamen eine angemessene Ausbildung. Caspar David zeigte eine künstlerische Begabung und bekam vom Universitätszeichenlehrer Johann Gottfried Quistorp Unterweisungen im Zeichnen in Vorbereitung für das Studium an der Kopenhagener Akademie (1794–1798).
Am Ende seines Lebens hatte Adolph Gottlieb ein für seine Verhältnisse erhebliches Vermögen erwirtschaftet. Ein Jahr vor seinem Tod stritten die Söhne um das Erbe, das der schwer krebskranke Vater hinterlassen würde. Anlass war ein beachtliches Darlehn, das er über seinen Schwiegersohn August Sponholtz an dessen Gutsherrn, den Kammerherrn Adolf von Engel auf Breesen gab und dessen Rückzahlung infrage stand. Caspar David verteidigte seinen Vater und Sponholtz gegen die Vorwürfe seiner Brüder.

## Kinder
1. Catharina Dorothea (* 19. Juli 1766; † 22. Dezember 1808), ab Dezember 1791 verheiratet mit (August Jacob) Friedrich Sponholtz (1762–1819), Pastor in Breesen bei Penzlin.
2. Maria (Dorothea) (* 5. April 1768; † 27. Mai 1791 am Fleckfieber), verheiratet mit Joachim Praefke (* 1773), Kaufmann in Greifswald.
3. (Johann Christian) Adolf (* 10. März 1770; † 23. Juni 1838), erst Kaufmann in Neubrandenburg, dann Seifensieder in Greifswald, seit 1801 verheiratet mit Margarethe (Friederika Magdalene) Brückner (1772–1820), Tochter des Pastors und Literaten Ernst Theodor Johann Brückner aus Groß Vielen.
4. Johann David (* 27. März 1772; † 18. April 1772)
5. Johann Samuel (* 18. Mai 1773; † 25. August 1844), Huf- und Waffenschmiede-Amtsmeister in Neubrandenburg, seit 1801 verheiratet mit Wilhelmina Stoy (* 1783) aus Neubrandenburg
6. Caspar David (* 5. September 1774; † 7. Mai 1840), Kunstmaler in Dresden, seit 1818 verheiratet mit Caroline Bommer (1793–1847).
7. Johann Christoffer (* 8. Oktober 1775; † 8. Dezember 1787), ertrank, als er seinen Bruder Caspar David vor dem Ertrinken rettete.
8. (Johann) Heinrich (* 19. Januar 1777; † 28. Februar 1844), Lichtgießer und Seifensieder in Greifswald, seit 1809 verheiratet mit Erdmute Amalie Henriette Hube (1791–1814).
9. Christian (Joachim) (* 22. Februar 1779; † 8. Mai 1843), Kunsttischler und Tischler-Altermann in Greifswald, seit 1813 verheiratet mit Elisabeth Westphal (1795–1866).
10. Barbara Elisabeth Johanna (* 7. Juni 1780; † 18. Februar 1782 an den Blattern).

## Bilder der Familie (von Caspar David)

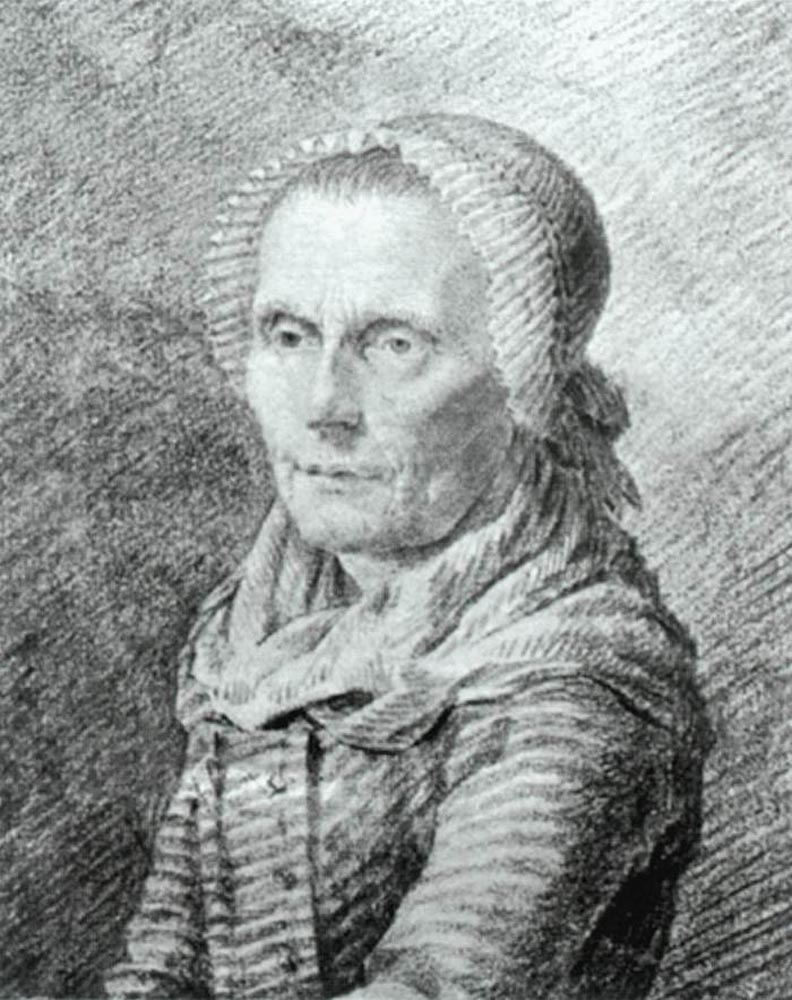
Caspar David Friedrich: Mutter Heiden, um 1798
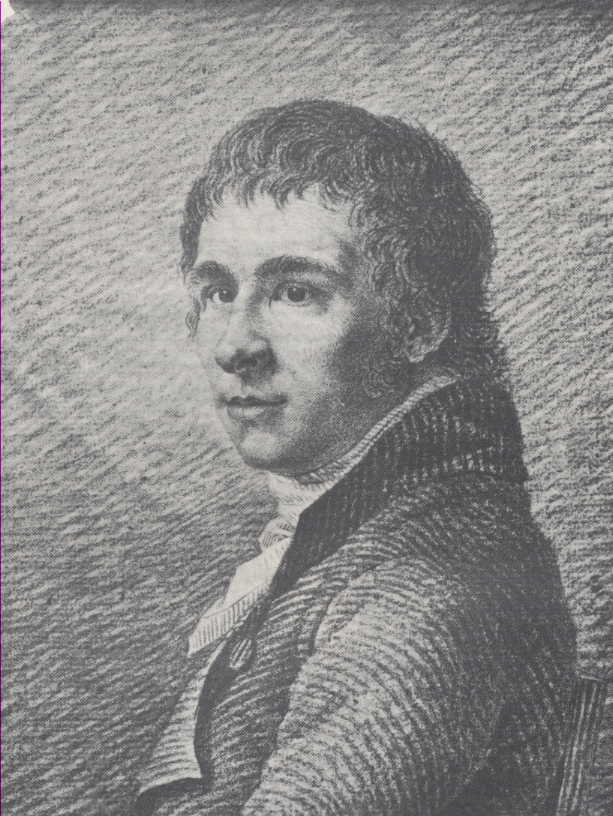
Caspar David Friedrich: Christian Friedrich, um 1798
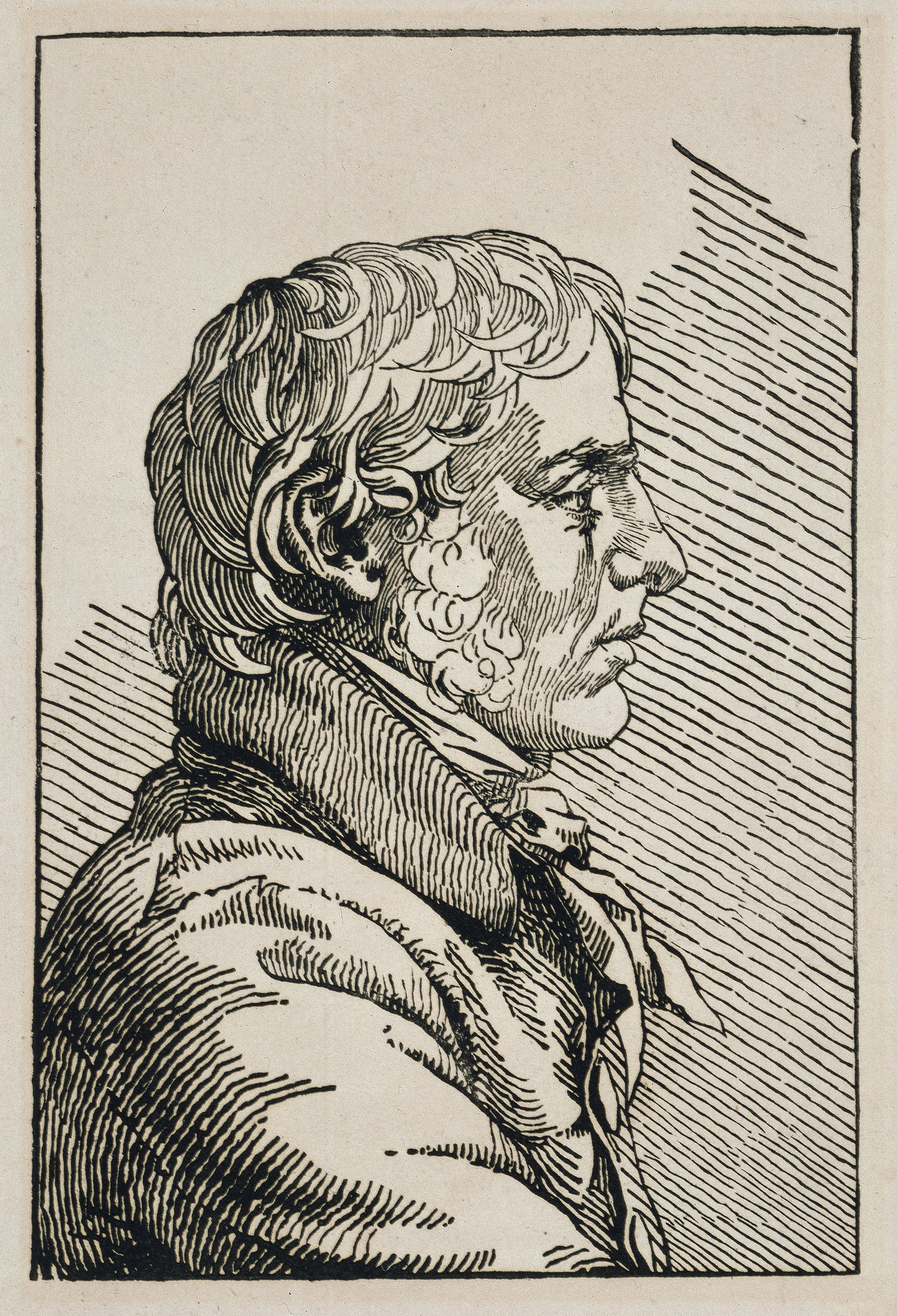
Caspar David Friedrich: Selbstbildnis, 1802–1804
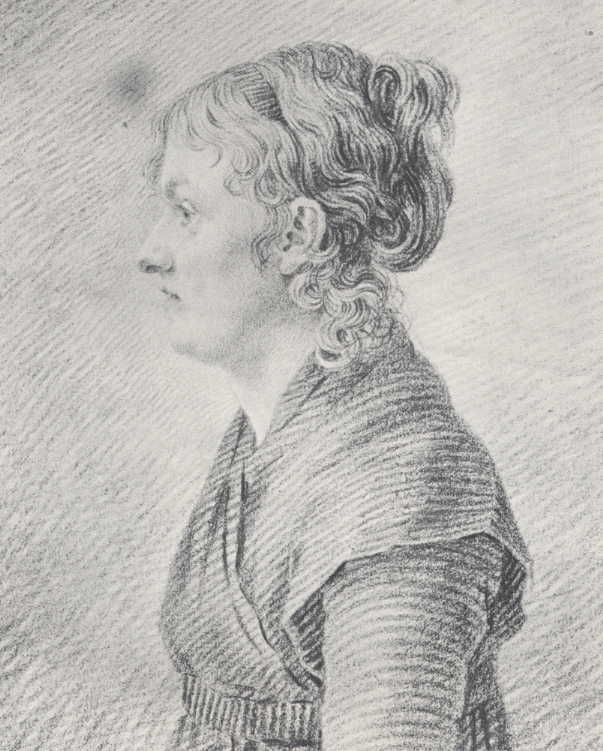
Caspar David Friedrich: Catharina Dorothea Sponholz, um 1798
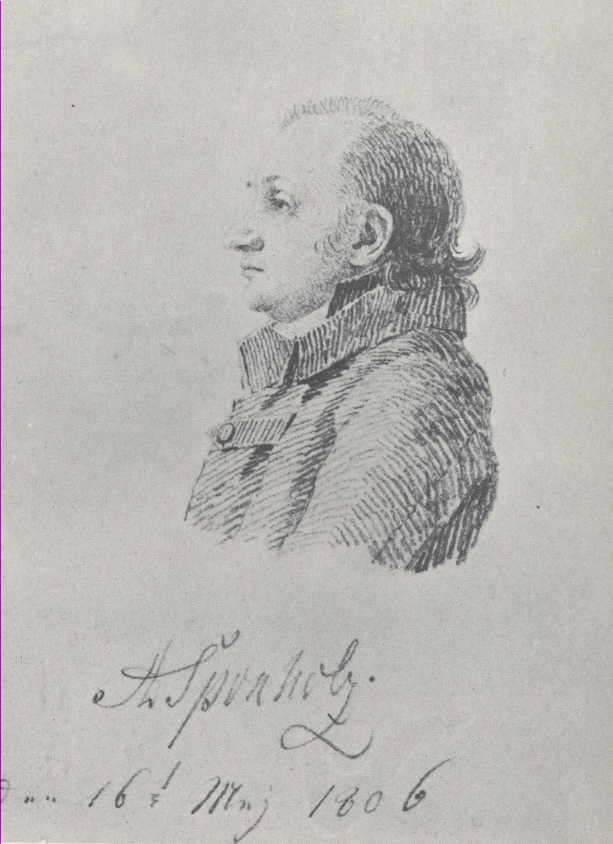
Caspar David Friedrich: Pastor Friedrich Sponholz, 1806
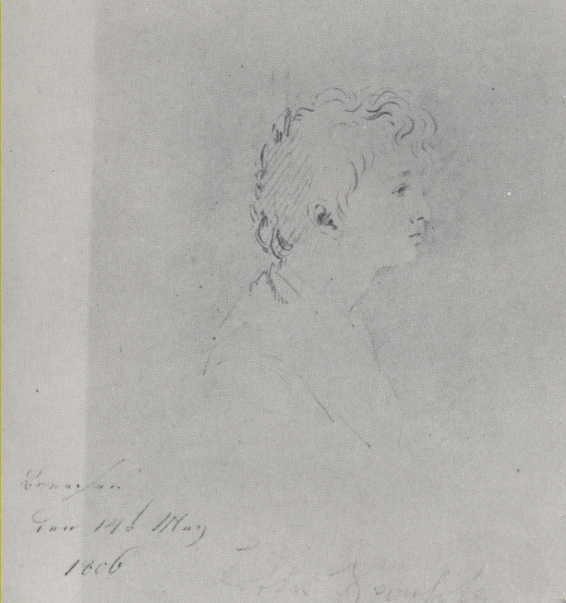
Caspar David Friedrich: Lotte Sponholz, 1806

## Bilder der Familie (von Finelius)

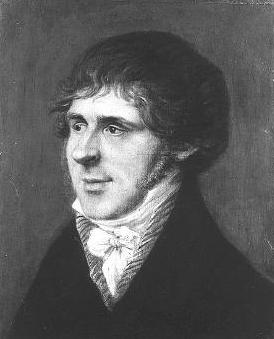
Christian Friedrich, vor 1820
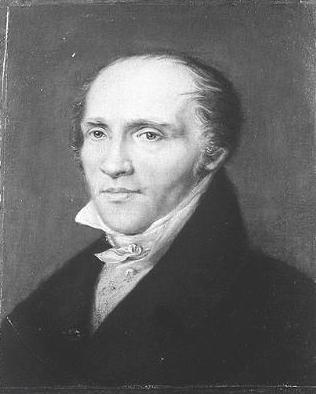
Johann Heinrich Friedrich, vor 1820

## Familienlegende
Einer unbelegten Familienlegende nach stammt die Familie Friedrich von einem schlesischen Grafengeschlecht ab. So erzählt die Enkelin von Adolph Gottlieb Friedrichs Enkelin, Charlotte (Lotte) Sponholz (* 1795), in ihren Lebenserinnerungen, dass ein Graf mit dem Vornamen Friedrich wegen seines protestantischen Glaubens mit Karl XII. aus Schlesien nach Schweden gegangen sei. Da er bei den Thronfolgeunruhen nach dem Nordischen Krieg zu der unterliegenden Partei gehörte, musste er mit seinem Sohn per Schiff aus Schweden flüchten. Dabei soll er sein Grafendiplom mit den Worten ins Wasser geworfen haben: „Der schwedische Graf N.N. liegt im Meere begraben, aber Friedrich lebt, und wird in dir fortleben“. Dieser Sohn soll der etwa zwischen 1690 und 1700 geborene Vater von Adolph Gottlieb Friedrich gewesen sein. Auch der Maler und Schriftsteller Wilhelm von Kügelgen führt in seinen „Jugenderinnerungen eines alten Mannes“ die Legende der (angeblichen) Abstammung Friedrichs von einem schlesischen Grafengeschlecht.
Derartige Familienlegenden, die stets auf Wurzeln in einem höheren Geburtsstand reflektieren, sind weit verbreitet und entbehren in den allermeisten Fällen jeglicher realen Grundlage. Eltern und Großeltern von Caspar David Friedrich waren dem bürgerlichen Geburtsstand zugehörig und in Neubrandenburg in unteren und mittleren Arbeiter- und Handwerkerkreisen vielfach sozialisiert. Diesem sozialen Niveau gehörte im 18. Jahrhundert auch die Bechly-Familie an, bei denen die Familienlegende im Übrigen etwas von hugenottischen Wurzeln zu wissen glaubt.
Man kann annehmen, dass den Verwandten Caspar David Friedrichs dessen Abstammung aus einem Handwerkerstand peinlich gewesen ist und deshalb eine solche Legende erfunden wurde. In der Heimatstadt Adolph Gottliebs, in Neubrandenburg, war „Seifensieder“ ein Schimpfwort für einen besonders kulturlosen Menschen.

## Historische Schauwerkstatt

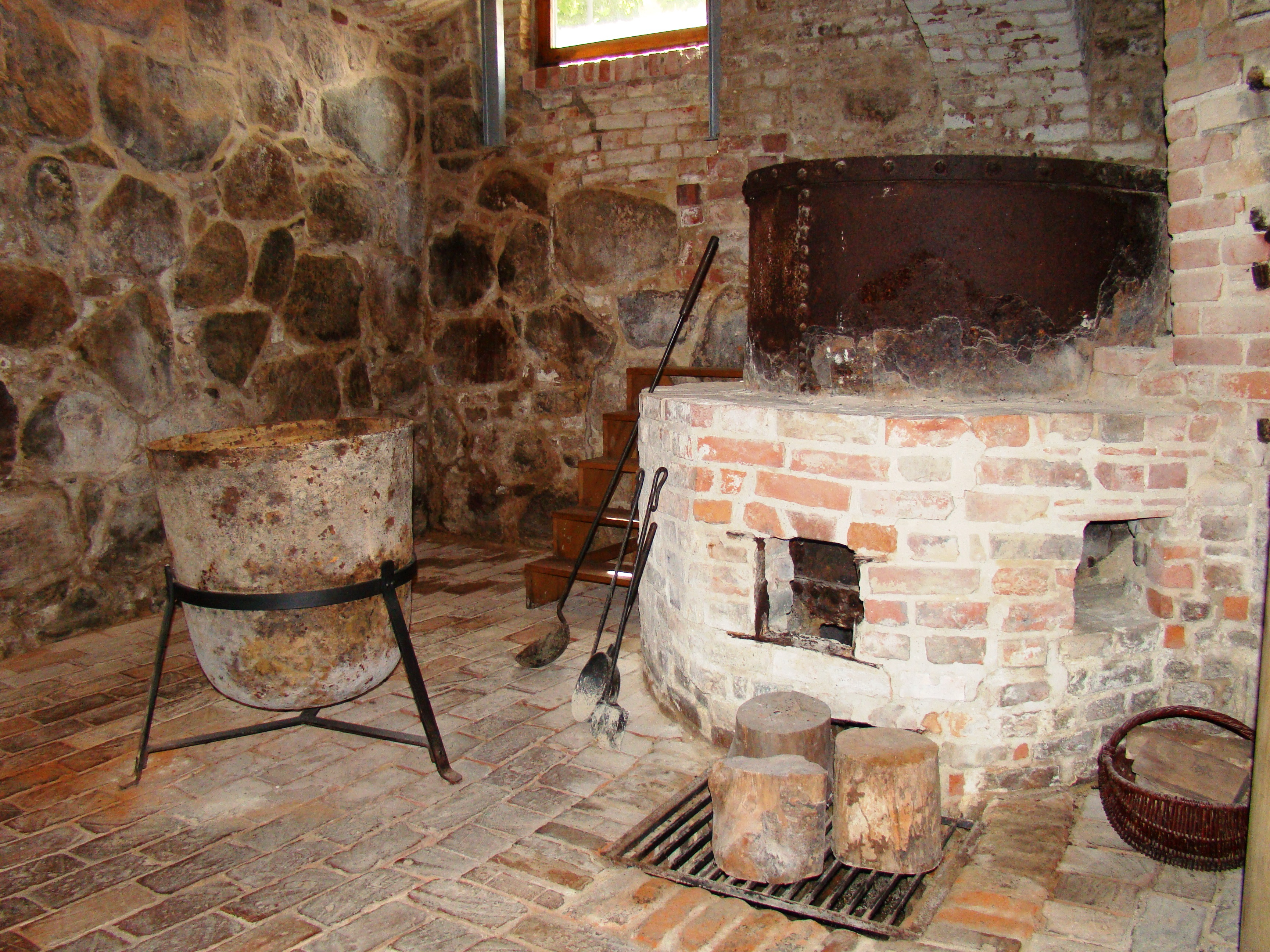
Schauwerkstatt im Caspar-David-Friedrich-Zentrum

Die Caspar-David-Friedrich-Gesellschaft richtete 2011 in der historischen Friedrichschen Seifensiederei (heute Caspar-David-Friedrich-Zentrum) eine Schauwerkstatt sowie einen Verkaufsraum ein. Dort erhalten Besucher Einsichten in das alte Handwerk der Kerzen- und Seifenherstellung. Es werden auch Workshops angeboten. Schautafeln informieren über das Leben Adolph Gottlieb Friedrichs und die Greifswalder Handwerksgeschichte.